# Ząbki
Ząbki é um município da Polônia, na voivodia da Mazóvia e no condado de Wołomin. Estende-se por uma área de 11,13 km², com 35 336 habitantes, segundo os censos de 2017, com uma densidade de 3174,8 hab/km².